# Melinda ruficornis
Melinda ruficornis är en tvåvingeart som beskrevs av Hiromu Kurahashi 1986. Melinda ruficornis ingår i släktet Melinda och familjen spyflugor. Inga underarter finns listade i Catalogue of Life.